# Раково (Днепропетровская область)
Раково (укр. Ракове) — село,
Марьевский сельский совет,
Синельниковский район,
Днепропетровская область,
Украина.
Код КОАТУУ — 1224884007. Население по переписи 2001 года составляло 84 человека.

## Географическое положение
Село Раково находится в 1-м км от левого берега реки Вороной,
выше по течению на расстоянии в 2 км расположено село Марьинка,
ниже по течению на расстоянии в 3,5 км расположено село Сухая Калина,
на противоположном берегу — село Весёлое.
По селу протекает пересыхающий ручей с запрудой.